# Bartłomiej Nowosielski
Bartłomiej Nowosielski (ur. 15 października 1979 w Łodzi) – polski aktor. Absolwent Państwowej Wyższej Szkoły Filmowej, Telewizyjnej i Teatralnej im. Leona Schillera w Łodzi (2008).
Jest mężem Eweliny Kudeń-Nowosielskiej i ojcem Hanny Nowosielskiej.

## Filmografia
- 2006–2007: Pogoda na piątek jako obsada aktorska (Seria II)
- 2007–2017: Klan 2 role: jako Chmielewski, operator w wypożyczalni maszyn budowlanych „Bud Support” oraz jako minister środowiska
- 2007: Determinator jako taksówkarz Karol (odc. 8)
- 2008: Faceci do wzięcia jako obsada aktorska (odc. 69)
- 2008–2009: BrzydUla jako działacz piłkarski
- 2009: Synowie jako klient baru (odc. 4)
- 2009: Siostry jako listonosz (odc. 4 i 11)
- 2009: Popiełuszko. Wolność jest w nas jako hutnik Olek
- 2009: Piksele jako „Łomot”
- 2009: Miasto z morza jako Niemiec (odc. 3)
- 2009: Miasto z morza jako Niemiec
- 2009: Sprawa Janusza W. w Dekalog 89+ jako prokurator
- 2009–2013: Popiełuszko. Wolność jest w nas jako hutnik Olek
- 2010: Skrzydlate świnie jako ochroniarz Skytechu
- 2010: Ratownicy jako technik prosektoryjny „Gruczoł” (odc. 10)
- 2010: Na dobre i na złe jako Zbyszek (odc. 419)
- 2010: Chichot losu jako Paweł, pracownik firmy Stefana
- 2010–2011: Prosto w serce jako „Góra”, perkusista zespołu Czarka
- 2011: Na dobre i na złe jako poparzony pacjent (odc. 456)
- 2011: Komisarz Alex jako policjant pilnujący Szubskiego w szpitalu (odc. 1)
- 2011: 1920 Bitwa warszawska jako grający w karty z Samuelem i Anatolem
- 2012: Przyjaciółki jako „Brzyg” (odc. 1)
- 2012: Komisarz Alex jako komendant Ryłko (odc. 14)
- 2012: Dzień kobiet jako ochroniarz w centrali „Motylka”
- 2012: Stacja Warszawa jako „Dolce”, szef Lucy
- 2013–2017: Klan jako Piotr Bogucki, minister ochrony środowiska
- 2013–2018, 2020: Barwy szczęścia jako Andrzej Tomala, mąż Sabiny
- 2013: 2XL jako Igor Tolak, podwładny Agaty
- 2014: Sama słodycz jako Zenon, brat Janinki
- 2014: O mnie się nie martw jako Zwoliński (odc. 4)
- 2015: Uwikłani jako Rafał Pietrzykowski
- 2015: Ranczo jako reporter (odc. 109)
- 2015: Prokurator jako ochroniarz Tomasz Sosnowski (odc. 6)
- 2015: Moje córki krowy jako pielęgniarz
- 2015: Komisarz Alex jako aspirant Pyzel (odc. 83)
- 2016: Rodzinka.pl jako nowy właściciel domu Boskich (odc. 182)
- 2016: Na noże jako kucharz w restauracji „Toute Varsovie”
- 2016: Na dobre i na złe jako Hubert (odc. 638)
- 2016: Bodo jako baron Raczyński
- 2017: Ultraviolet jako „Czarny” (odc. 4)
- 2017: Pod wspólnym niebem jako Gruby (odc. 5)
- 2018: Pitbull. Ostatni pies jako „Gruby”
- 2018: O mnie się nie martw jako pracownik zakładu pogrzebowego (odc. 105)
- 2018: Korona królów jako garncarz Józef
- 2018: Komisarz Alex jako egzaminator (odc. 139)
- 2018: Chłopcy z motylkami jako dzielnicowy
- 2019: W rytmie serca jako pacjent cierpiący na nadwagę (odc. 43)
- od 2021: M jak miłość jako Tadeusz Kiemlicz, sąsiad Mostowiaków
- 2021: Lokatorka jako policjant Grzesio (odc. 1, 2)
- 2021: Lokatorka jako policjant
- 2021: Kraj – 3 role: jako policjant (nowela „Polacy na drodze”), głos policjanta (nowela „Supermarket”) oraz jako Janusz (nowela „Sylwester”)
- 2021: Dawid i elfy jako mężczyzna na straganie
- 2022: Parada serc jako urzędnik w Urzędzie Miasta Krakowa
- 2022: Na dobre i na złe jako detektyw Lech Matwiej (odc. 843, 848)
- 2022: Herkules jako facet w akademii policyjnej (odc. 1)
- 2022: 8 rzeczy, których nie wiecie o facetach jako pielęgniarz Mariusz
- 2023: Lęk jako policjant
- 2024: Przybieżeli jako Anioł
- 2024: Ojciec Mateusz jako komendant transportu (odc. 402)
- 2024: Jak ukradłem 1000 milionów jako strażnik „Chudy”
- 2025: Królowie jako Klemens

## Teledyski
- 2009: Jeden moment (Pectus) jako mężczyzna spóźniający się na tramwaj

## Dubbing
- 2020: Jedyny i niepowtarzalny Ivan – Castello[1]
- 2021: WandaVision – John Collins / Herb[2]
- 2021: Spider-Man: Bez drogi do domu – Harold „Happy” Hogan[3]
- 2022: To nie wypanda – Jin Lee[4]